# Глубокий (посёлок, Архангельская область)
Глубокий — поселок в Устьянском районе Архангельской области.

## География
Находится в южной части Архангельской области на расстоянии приблизительно 69 км на север-северо-восток по прямой от административного центра района поселка Октябрьский на правом берегу реки Устья.

## История
Поселок отмечен на карте уже только 1984 года. До 2022 года входил в Бестужевское сельское поселение до его упразднения.

## Население
Численность населения: 494 человека (русские 97 %) в 2002 году, 317 в 2010.